# Мађарска револуција 1848.
Мађарска револуција 1848. је била једна од револуција које су се 1848. године одиграле у Европи. Поред општих обележја европских устанака против феудалних властодржаца, ослобађања кметова и борбе за друга основна људска права, ова револуција је имала првенствено карактер мађарске борбе за самосталност и независну државу. Три дана после масовних демонстрација у Бечу, револуција је захватила Будимпешту, а потом се проширила на целу тадашњу Краљевину Угарску. Уз помоћ Русије, аустријске трупе угушиле су овај револуционарни покрет у августу 1849.

## Мартовска револуција

### Почетак
Вођа и најистакнутији појединац ове револуције је био Лајош Кошут. Револуција је почела у Пешти, 15. марта предвођена групом студената на челу са Петефи Шандором. Та група је кренула из кафане "Пилвакс", да би тражила ослобађање политичких затвореника. То је подстакло масовне протесте на улицама Пеште.

### Цареви уступци
Устаници су ослободили политичке затворенике у Пешти, упутили народу проглас да се укину феудална давања (у то време још на снази у Угарској) и формирали Комитет народног спаса који је преузео сву власт у Пешти, укинуо цензуру штампе и формирао националну гарду (од грађана и сељака). Револуција се проширила и на друге мађарске градове и захватила немађарске народе. Сељаци су почели да иступају са захтевом за поделу велепоседничке земље. Устанци против Аустрије букнули су и у Италији.
У исто време, угарски сабор штампа захтев са 12 тачака који се упућује у Беч. У њему се захтева већа власт сабора (парламента), укидање кметства, повратак угарских војника у домовину. Хабзбуршки двор под великим притиском револуције у Бечу и устанка у Италији, прихвата услове. Мађари овим чином иако не добијају независну државу, добијају владу коју именује њихов сабор, велика овлашћења сабора и ограничавање царске власти везано за сазивање и распуштање сабора.

### Револуционарна влада
Цар Фердинанд I од Аустрије поставио је 19. марта 1848. за краљевског намесника у Мађарској свог рођака надвојводу Штефана, а за председника владе грофа Лајоша Баћанија, представника либералније групе великаша из Горњег дома Сабора. Влада је образована 23. марта и сви њени чланови припадали су нижем племству. Најистакнутија личност био је министар финансија, адвокат Лајош Кошут, вођа реформистичке странке ситног племства, а министар рата постао је аустријски пуковник Лазар Месарош. Влада је узела сву власт у своје руке, ставивши се на чело револуције. 28. јуна изабрана је нова скупштина, у којој је већину имало либерално средње племство, наклоњено стварању демократске мађарске државе у оквиру Хабсбуршке монархије.

### Хонвед
Фердинанд I је 25. априла октроисао први устав (који је убрзо укинут), и пренео команду над мађарским јединицама редовне царске војске у Мађарској (11 пешадијских и 10 хусарских пукова) на мађарску владу: војска је у мају 1848. положила заклетву на верност влади и почело је формирање редовне мађарске војске (Хонвед) попуњене добровољцима (углавном револуционарном омладином), са мађарским официрима, у народном оделу и са командом на мађарском језику. Истовремено су аустријске јединице у Угарској потчињене краљевском намеснику. Јула 1848. парламент је одлучио да се Хонвед повећа на 200.000 људи, фабрике оружја у Мађарској стављене су под државну управу, а почела је куповина оружја у Белгији и Пруској. Одбијен је захтев краља и аустријске владе да се 40.000 мађарских регрута пошаље у рат у Италији, па је Аустрија одбила да врати преостале мађарске трупе у земљу, због чега су неке хусарске јединице напустиле гарнизоне у Чешкој и Галицији и самовољно се вратиле у Мађарску. Стање у Мађарској било је несигурно: у Пешти се због револуције у Италији побунио италијански пук који је силом разоружан, а сељаци у три жупаније побунили су се и силом поделили велепоседничку земљу.

## Национални сукоби
Даља догађања у мађарском рату за независност су увелико одређена погрешном мађарском политиком према немађарским становницима тадашње Угарске - Србима, Хрватима, Словацима, итд. Ради очувања мађарских привилегија у многонационалној краљевини Угарској ("од Карпата до Јадрана") нова мађарска влада је према Аустрији и бечком двору повела политику легалности и савеза. Није признавала националне тежње немађарских народа, прокламујући да су Мађари једина нација у Угарској, а сви остали су само део те нације, без икаквих права на националну аутономију. Због тога су водећи кругови немађарских народа, у заштити својих националних и класних интереса (уплашени сељачким покретом за поделу земље), стали на страну Аустрије.

#### Српска Војводина
Због шовинистичког става владе Мађарске, Срби су већ у априлу 1848. формирали своје чете и на Мајској скупштини у Сремским Карловцима прогласили обнављање Српске Војводине. Срби су потом збацили локалне мађарске власти у Земуну и Панчеву, док су сељаци у околини Кикинде и Бечеја устали против мађарске господе. На то је мађарска војска 31. маја напала Сремске Карловце, али су је Срби предвођени Ђорђем Стратимировићем одбили. Срби граничари и Шајкаши (из Војне Крајине) прешли су у јуну у новоформирану српску народну војску (око 15.000 људи са 40 топова), а у августу је пристигло више хиљада добровољаца из Кнежевине Србије под Стеваном Книћанином. Овом војском, преименованом у аустро-српски корпус, командовали су аустријски официри, пуковник Стеван Шупљикац и генерал Кузман Тодоровић.

#### Бановина Хрватска
Хрватски бан Јосип Јелачић прекинуо је 14. априла 1848. везе са мађарском владом, и после неуспелих преговора, на подстицај бечког двора, објавио је 7. септембра рат. Он је са око 40.000 војника (15–20.000 необучених) прешао Драву 11. септембра и кренуо на Будим, у намери да обори мађарску владу. Главнина Јелачићеве војске је 29. септембра потучена од Мађара (16.000 људи са 36 топова под командом Јаноша Моге) у бици код Пакозда и повукла се према Бечу, док је изолована лева колона (8.000 људи) заробљена 6. октобра. Јелачић склапа примирје са мађарским заповедником и иде у Беч да би помогао у сузбијању Бечке револуције. Иако је Јелачић поражен, он даје простора аустријској влади да се консолидује.

## Заоштравање сукоба
Фердинанд I распустио је 3. октобра 1848. мађарски Парламент и владу, али су Мађари одбили да се покоре и Лајош Кошут је формирао нову владу. Шандор Петефи објавио је тих дана песму Вешајте краљеве, али је остао усамљен и од званичних кругова проглашен комунистом.

### Напад на Беч
У Бечу је 6. октобра поново букнула револуција, и Кошут је у помоћ побуњеним грађанима Беча послао Дунавску армију (30.000 људи и 90 топова) под командом генерала Моге, која је 30. октобра побеђена код Швехата од аустријских и хрватских снага под генералом Виндишгрецом и баном Јелачићем и потиснута назад у Мађарску. Генерал Мога поднео је оставку и на његово место дошао је генерал Артур Гергеј.

### Устанак Словака
Словачки устанак био је реакција на мађарску револуцију у западним деловима Горње Угарске (данас Западна Словачка). Један од узрока је била мађаризација Словака. Словаци су захтевали да њихова култура буде поштеђена мађаризације и да им се гарантују одређене слободе и права. Ови захтеви су убрзо прерасли у демонстрације које заговарају права етничких мањина у Угарској. Начињена су хапшења која су додатно разљутила демонстранте и на крају је у Прагу одржан Први свесловенски конгрес. На овом конгресу је сачињен документ који је упућен мађарској влади и којим се захтевају права словачког народа. Мађари су одговорили наметањем војног закона словачкој регији. Царска влада је признала да су широм царства етничке мањине тежиле већој аутономији, али потпуни разлаз желела је само Мађарска. То су користили подржавајући етничке националне покрете против мађарске владе. Словачким добровољачким јединицама наложено је у Бечу да се придруже кампањама против Мађара широм царевине. Словачки пук је потом марширао на Мијаву где се словачки савет отворено одвојио од Мађарске. Напетости су расле када је мађарска војска погубила један број словачких првака због издаје, а борбе су постале још крвавије.

### Трансилванија
У Ердељу су Саси (немачка мањина) 25. септембра устали против мађарске владе, док су Румуни (Власи) 10. октобра образовали Национални савет у Сибињу, који је позвао Мађаре и Секеље (Мађари из Трансилваније) да положе оружје. Ове националне покрете искористио је аустријски заповедник Трансилваније, генерал Антал Пухнер, који је прикупио око 11.000 влашких војника (који су остали верни цару) и преузео власт у Трансилванији. Мађарско племство напустило је Трансилванију и побегло у Арад, а аустро-румунске трупе заузеле су до 29. новембра Клуж и 5 од 6 жупанија у Трансилванији. Опирала се једино жупанија Харомсек, коју је бранило око 18.000 наоружаних Секеља.

## Мађарски рат за независност
Фердинанд I абдицирао је 2. децембра у корист Франца Јозефа I, али то мађарски Парламент, осим новоформиране Мирољубиве странке (40 посланика), није признао. Обе стране припремале су се за оружани обрачун.

## Ратне операције у зиму 1848—1849.

### Супротстављене снаге
У децембру 1848. мађарска влада располагала је са око 120.000 војника: Хонведа, националне гарде и страних добровољаца (2 пољске легије, 8 чета Италијана, Бечка академска легија, тиролски и бечки добровољци), неједнако обучених, са 250 топова. Недостајали су опрема, муниција и старешински кадар, пошто је већина активних официра остала верна цару. Главнина војске (Дунавска армија) са око 30.000 људи налазила се код Братиславе, док је остатак, у дивизијама од 3.000-12.000 људи, био расут по читавој Угарској, од Штајерске и Карпата до Арада, Темишвара и Петроварадина.
У исто време, царска војска је са српским, хрватским и румунским добровољцима располагала са око 132.000 људи, боље наоружаних, обучених и са бољим командним кадром од мађарске војске. Главнина под генералом Виндишгрецом (45.000 људи са 180 топова) била је код Беча, док је у Војводини било око 20.000 бораца под Теодоровићем и Книћанином, а у Ердељу још 18.000 под генералом Пухнером.

### Аустријска офанзива
Виндишгрец је 15. децембра заузео Братиславу коју су Мађари напустили без борбе, а затим је 30. децембра потукао Дунавску армију у бици код Мора. Мађарска војска је одступила према Будиму, који је напустила без борбе, док се мађарска влада преселила у Дебрецин. Будим је заузет без борбе 5. јануара 1849. У наставку операција у јануару, Дунавска армија је кренула на север и ослободила Кошице, Аустријанци су избили до Токаја и одбацили Мађаре преко Тисе, али су се нагло повукли због напредовања Дунавске армије из Словачке.

#### Трансилванија
У Трансилванији је мађарски генерал Бем 6. јануара потиснуо аустријске снаге у Буковину и 17. јануара уз помоћ Секеља потукао војску генерала Пухнера.

#### Војводина
У аустро-српском корпусу, до почетка 1849. превладали су аустријски официри над народним старешинама, када је за команданта постављен аустријски генерал Глазер. Делови корпуса су до почетка фебруара заузели Сенту, Кулу, Врбас и Бачку Тополу.

#### Руска интервенција
По споразуму Аустрије и Русије, у борбе су се умешали Руси и 2. фебруара 1849. заузели Брашов и Сибињ. Кошут је предузео дипломатске кораке против руске интервенције, али без успеха.

### Мађарска противофанзива
Мађарски врховни заповедник, генерал Дембињски, окупио је средином фебруара 1849. главнину мађарске војске код Мишколца. Ове снаге потучене су од фелдмаршала Виндишгреца 26-27. фебруара 1849. у бици код Каполне. Генерал Дембињски је смењен, и мађарска војска под командом генерала Гергеја прешла је у напад, потукавши Аустријанце код Ишасега 6. априла и код Ваца 10. априла. Виндишгрец је смењен и нови аустријски заповедник, генерал Франц Велден, повукао је главнину војске према Бечу, оставивши у Будиму генерала Хајнриха Хенција са 4 батаљона и једним ескадроном коњице. Гергеј је 4. маја опсео Будим и заузео га 21. маја.

#### Пад Српске Војводине
У Војводини, Книћанин се са око 10.000 добровољаца вратио у Србију (фебруара 1849), што су искористили Мађари под генералом Перцелом и 27. марта заузели Нови Сад и Петроварадин, док је 3. априла освојен Србобран, у коме је побијено 4.000 Срба, али је офанзива заустављена код Титела уз помоћ из Србије. У наставку операција крајем априла освојени су Велики Бечкерек и Кикинда, а по паду Панчева 10. маја 1849. делови аустро-српског корпуса избегли су у Србију и Срем.

#### Трансилванија
За то време је у другој половини марта генерал Бем је са око 9.000 људи протерао аустријске и руске снаге из Трансилваније у Влашку.

### Проглашење независности
За то време, аустријска влада је 4. марта 1849. објавила нови устав, којим је признала аутономију Србима, Хрватима, Румунима и Сасима. Мађарски парламент у Дебрецину је 14. априла свргнуо хабзбуршку династију са мађарског престола, а Мађарску прогласио независном државом: Лајош Кошут је постао намесник државе. Али, те промене нису могле да измене ситуацију која се развијала у прилог Аустрије.

## Операције у лето 1849.

### Руска интервенција
Аустријски и руски цар споразумели су се 19. маја 1849. у Варшави да руске снаге садејствују аустријским у гушењу Мађарске револуције, с тим да заједничка дејства почну 17. јуна. Мађарска влада упутила је протест европским државама због предстојеће руске интервенције, али је тај протест остао без одговора. Док је мађарска влада настојала да организује одбрану, група великаша издала је проглас о верности Хабсбуршкој династији, а генерал Гергеј затражио је од Парламента да повуче одлуку о независности. Све је то довело до пометње међу становништвом, смањило прилив добровољаца и регрута у мађарску војску и умањило њену борбену снагу.

### Супротстављене снаге
Почетком јуна 1849. при обостраном груписању снага, Мађари су имали 12 корпуса са 140.000 људи и 451 топ: главнина под Гергејем била је код Коморана, два корпуса под Бемом у Трансилванији и 2 корпуса под Перцелом у Бачкој и Банату.
Аустријске снаге под командом генерала Јулијуса Хајнауа имале су 140.000 људи: главнина (80.000 људи) била је код Братиславе, 40.000 под Јелачићем на Дунаву и 12.000 у Влашкој код Крајове.
Руске снаге под командом фелдмаршала Ивана Паскевича имале су око 190.000 људи: главнина (130.000 људи) била је у Галицији, са још 60.000 у Влашкој.

### Руска офанзива
Руска главнина је 16. јуна 1849. упала у Словачку и до 3. јула заузела Кошице и Дебрецин. Истовремено је аустријска војска 21. јуна потиснула мађарску главнину у Коморан и 11. јула заузела Будим, где се сусрела са руским снагама, док је Јелачић 14. јула потучен код Малог Иђоша. Гоњена од Руса, главнина мађарске војске повукла се према Мишколцу (који је пао 24. јула) и Токају, где је 30. јула прешла на леву обалу Тисе и утврдила се код Арада. Аустријанци су крајем јула кренули на Сегедин (седиште мађарске владе), где су се окупиле преостале мађарске снаге (око 60.000 људи) под командом генерала Дембињског: Мађари су 5. августа потучени код Серега (близу Сегедина), а 9. августа и код Темишвара, где је већи део војске (око 80.000) капитулирао, а влада је прешла у Арад и покушала да преговара са Русима, који су их одбили и упутили на Аустрију.

### Слом
Генерал Гергеј, заповедник последње мађарске војске, позвао је 11. августа владу да поднесе оставку и одмах повери њему војну и грађанску власт, што је влада и учинила. Гергејева војска је ноћу 12. августа напустила Арад и 13. августа безусловно капитулирала пред Русима, а убрзо и други остаци мађарских снага, осим Коморана који се држао све до 4. октобра.
Кошут је 17. августа са неколико генерала и 5.000 избеглица прешао из Оршаве у Видин, на територију Турског царства.

## Последице
Већина мађарских заповедника је стрељана код места Вилагош, а Лајош Кошут је побегао из Угарске прво у америчку државу Ајова, где је и један округ добио име по њему, затим у Истанбул (Турска) и на крају у Торино (Италија), где је дочекао дубоку старост.

### Кошут и Гарашанин
Лајош Кошут је после пропасти Мађарске револуције побегао у Турску. Тамо му се прикључила супруга, којој је у томе помогао Илија Гарашанин. Кошут у писму Гарашанину каже: 
За мене је драгоцена вера да је за спасење моје жене Вашом помоћи зрака божанског предсказања за оно братимљење Вашег и мојег народа које су несрећни неспоразуми (да, да, ...неспоразуми, но не са српске стране) у прошлости тако горко помутили. То збратимљење лежи у интересу слободе наших народа...

## Значајне битке
- Битка код Каполне (Kápolna)
- Битка код Мора (Mór)
- Битка код Пакозда
- Битка код Шегешвара (Segesvár)
- Битка код Темишвара (Temesvár)

## Значајне револуционарне личности
- Лајош Кошут (Lajos Kossuth)
- Шандор Петефи (Sándor Petőfi)
- Иштван Сечењи (István Széchenyi)
- Јожеф Бем (Józef Bem)
- Хенрик Дембињски (Henryk Dembiński)
- Јожеф Висоцки (Józef Wysocki)

## Слике
- Д. Метерних
- Проглашење Српске Војводине 1848. године, као одговор на националну политику мађарских револуционара
- Линије фронта у Војводини 1848—1849. године
- Аустријске униформе
- Мађарске војне униформе
- Мађарски топ
- Освајање Тапиобичког моста 4. април 1849. Мор Тан
- Предаја мађарске војске код града Вилагош
- Новчаница од 1 форинте из времена Мађарске револуције 1848-1849.
- Новчаница од 1 форинте из времена Мађарске револуције 1848-1849.
- Новчаница од 2 форинте из времена Мађарске револуције 1848-1849.
- Новчаница од 2 форинте из времена Мађарске револуције 1848-1849.
- Новчаница од 5 форинти из времена Мађарске револуције 1848-1849.
- Новчаница од 5 форинти из времена Мађарске револуције 1848-1849.
- Новчаница од 10 форинти из времена Мађарске револуције 1848-1849.
- Новчаница од 10 форинти из времена Мађарске револуције 1848-1849.
- Новчаница од 15 форинти из времена Мађарске револуције 1848-1849.
- Новчаница од 15 форинти из времена Мађарске револуције 1848-1849.
- Новчаница од 30 форинти из времена Мађарске револуције 1848-1849.
- Новчаница од 30 форинти из времена Мађарске револуције 1848-1849.
- Новчаница од 100 форинти из времена Мађарске револуције 1848-1849.
- Новчаница од 100 форинти из времена Мађарске револуције 1848-1849.
- Две пенго форинте из времена Мађарске револуције 1848—1849.
- Две пенго форинте из времена Мађарске револуције 1848—1849.